# Конституционный референдум в Батавской республике (1805)
Конституционный референдум в Батавской республике проходил 16 октября 1805 года. Хотя предыдущая конституция была одобрена на референдуме 1801 года, французские власти оказали давление на Государственный совет Батавской республики, чтобы принять новую конституцию, в которой бы вся исполнительная власть принадлежала одному человеку, а именно Великому пенсионарию, должность которого первоначально занимал Рутгер Ян Схиммелпеннинк. В новой конституции было 87 статей, предусматривался парламент с 19 депутатами с трёхлетним сроком полномочий. При этом парламент мог принимать или отклонять законопроекты, но не мог их изменять. Конституция была одобрена 99,96% избирателей.

## Результаты
| Choice                               | Votes   | %     |
| ------------------------------------ | ------- | ----- |
| За                                   | 353 186 | 99,96 |
| Против                               | 136     | 0,04  |
| Недействительных/пустых бюллетеней   | 0       | –     |
| Всего                                | 353 322 | 100   |
| Зарегистрированных избирателей/ Явка | 353 322 | 100   |
| Источник: Direct Democracy           |         |       |